# Kennedybos
Het Kennedybos is een bos- en recreatiegebied in de West-Vlaamse stad Kortrijk, gelegen op de hoek van de Ziekenhuisweg en de President Kennedylaan.
Dit bos van 14 ha werd in 1971 aangeplant op een terrein tussen de E17 en een bedrijventerrein. Het ligt op een dumpplaats van overtollige klei, vrijgekomen bij de aanleg van de E17. Het gebied wordt beheerd door het Agentschap Natuur en Bos.

## Flora en fauna
Het bos werd beplant met inheemse bomen en struiken. De kalkrijke kleigrond bleek geschikt te zijn voor orchideeën, waarvan in 1980 een tiental soorten werden aangetroffen. De soorten rietorchis, gevlekte orchis, breedbladige wespenorchis en hondskruid zijn er nog te vinden.
Tot de broedvogels behoren torenvalk, bosuil, kleine bonte specht, fitis en zwartkop. Wintergasten zijn onder meer: buizerd, sperwer, torenvalk en houtsnip.
Van de vlinders werden onder meer icarusblauwtje, groot dikkopje en argusvlinder aangetroffen. Er is een amfibieënpoel gegraven, waar men groene kikker, gewone pad, bruine kikker, alpenwatersalamander en kleine watersalamander kan vinden.

## Recreatie
Er zijn enkele wandelpaden en ook het fietsroutenetwerk doet het bos aan.